# L'Homme qui voulut être roi (nouvelle)
L'Homme qui voulut être roi (titre original : The Man Who Would Be King) est une nouvelle de Rudyard Kipling parue en 1888. Elle raconte l'histoire de deux aventuriers britanniques peu scrupuleux du Raj britannique, qui projettent de devenir rois du Kafiristan (actuel Nouristan), une région reculée de l'Afghanistan. La nouvelle a été publiée pour la première fois dans The Phantom 'Rickshaw and Other Tales (en). Elle est également parue dans Wee Willie Winkie and Other Child Stories (en), ainsi que dans de nombreux autres recueils de nouvelles de l'auteur. Enfin, elle a été adaptée sur différents supports à plusieurs reprises.

## Résumé
Le narrateur de l'histoire est un journaliste anglais du XIXe siècle en Inde britannique. Lors d'une tournée dans plusieurs États indiens, sur un trajet ferroviaire entre Ajmir et Mhow (en), il rencontre deux vagabonds britanniques, anciens militaires : Daniel Dravot (en) et Peachey Carnehan. Après avoir écouté leurs histoires, il accepte de les aider dans un de leurs plans consistant à faire chanter un Raja. Mais il le regrette plus tard et en informe les autorités, qui empêchent les deux hommes de commettre leur forfait.

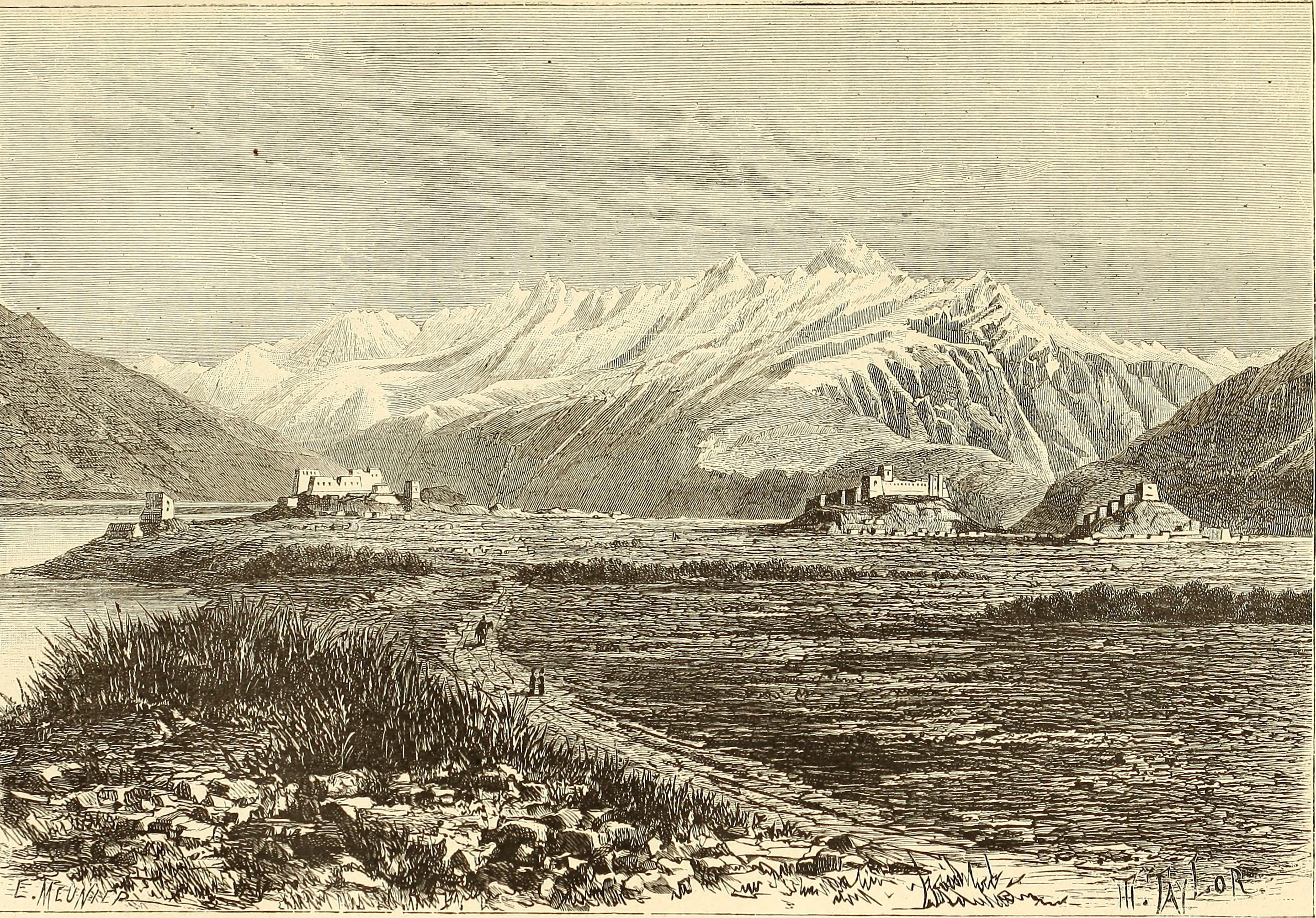
Image du Kafiristan illustrant la Nouvelle géographie universelle - la terre et les hommes (1876) d'Élisée Reclus, dessinée par T. Taylor.

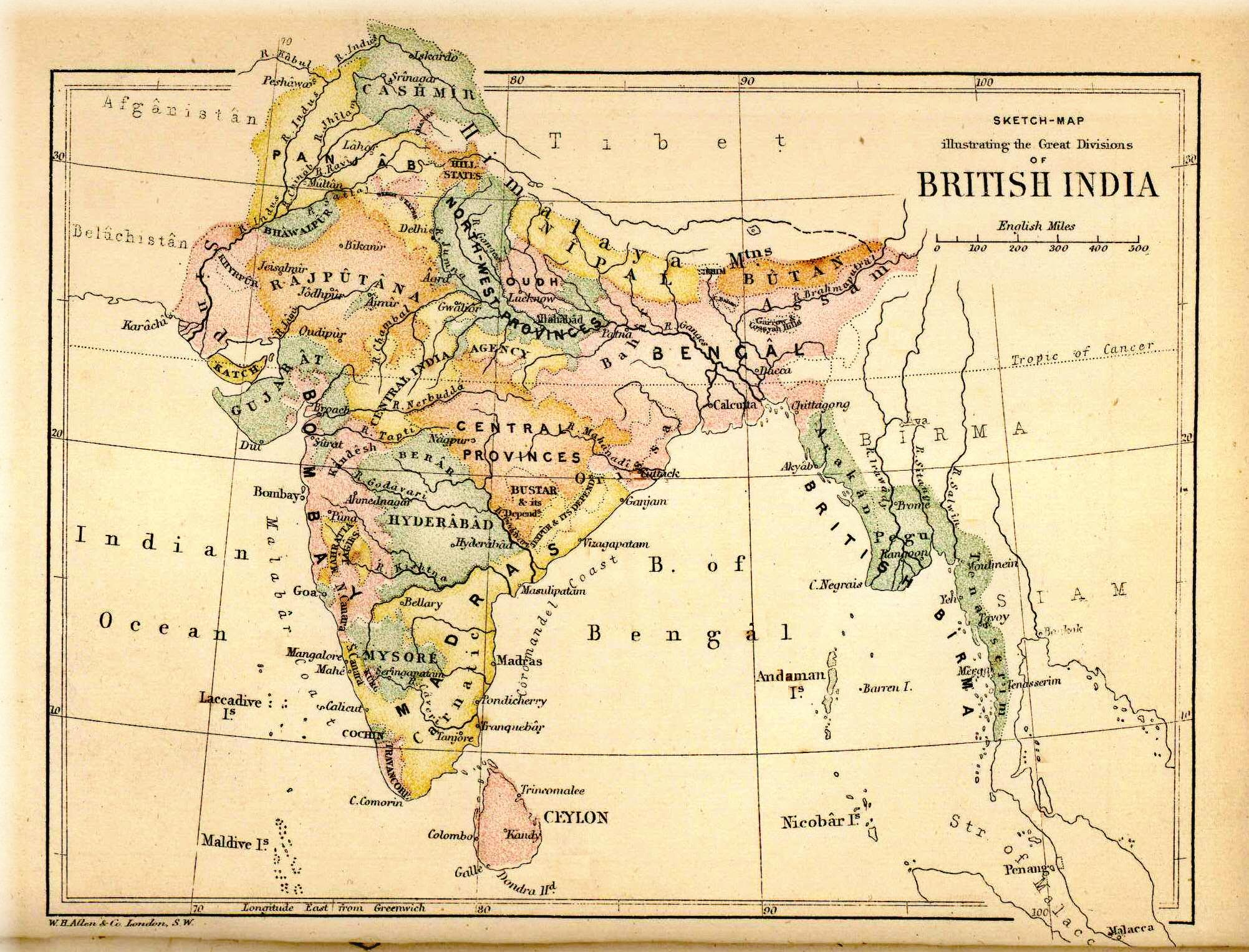
Inde britannique en 1880.

Quelques mois plus tard, le duo se présente à son bureau de presse à Lahore (dans l'actuel Pakistan), où ils racontent un nouveau plan qu'ils ont élaboré. Ils déclarent qu'après des années d’essais, ils ont décidé que « l'Inde n’était pas assez grande pour eux ». Ils ont donc l'intention d'aller au Kafiristan, pays légendaire de l'Hindou Kouch, où aucun Européen n'aurait mis le pied depuis Alexandre le Grand et ses troupes, afin d'en devenir les rois. Ils comptent y parvenir en se faisant passer pour des indigènes, armés de vingt fusils Martini-Henry. Comme autres préparatifs, ils demandent au narrateur d'utiliser des livres, des encyclopédies et des cartes de la région qu'il a à sa disposition en guise de faveur. D'abord parce qu'ils sont tous trois francs-maçons et ensuite parce qu'il avait gâché leur ancien plan. Ils le prennent également pour témoin de la signature d'un serment qu’ils ont établi entre eux, où ils jurent mutuellement loyauté et abstinence totale des femmes et de l’alcool, pour mener à bien leur projet.

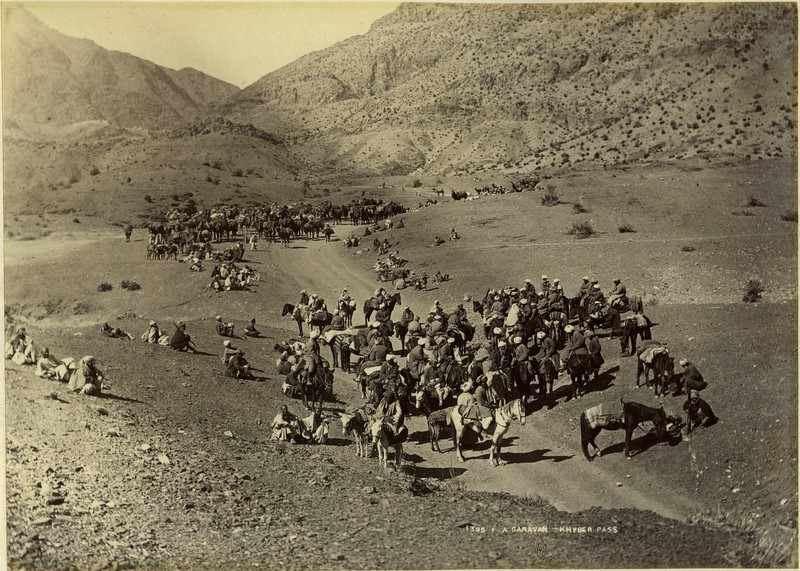
Caravane à la passe de Khyber, photo des studios Bourne & Shepherd, 1880.

Deux ans plus tard, par une chaude nuit d'été, Carnehan s'introduit dans le bureau du narrateur. Méconnaissable, il est devenu un homme brisé, un mendiant estropié vêtu de haillons et n'est plus que l'ombre de lui-même. Il lui raconte leur histoire incroyable : tous deux ont réussi leur entreprise. Après avoir passé Peshawar (dans l'actuel Pakistan), puis franchi la passe de Khyber dans des montagnes, ils ont rencontré des Kafirs (habitants du Kafiristan). Ceux-ci ont un teint plus blanc que les autres habitants de la région, ce qui laisse supposer qu'ils descendent des troupes d'Alexandre le Grand. En cours de route, les explorateurs ont également rencontré par hasard un Ghurka qui se fait appeler Billy Fish, seul survivant d'une expédition cartographique disparue des années auparavant. Billy parle parfaitement l'anglais, ainsi que la langue locale ; il aide nos aventuriers pour communiquer avec les autochtones, en tant qu'interprète et guide des coutumes.

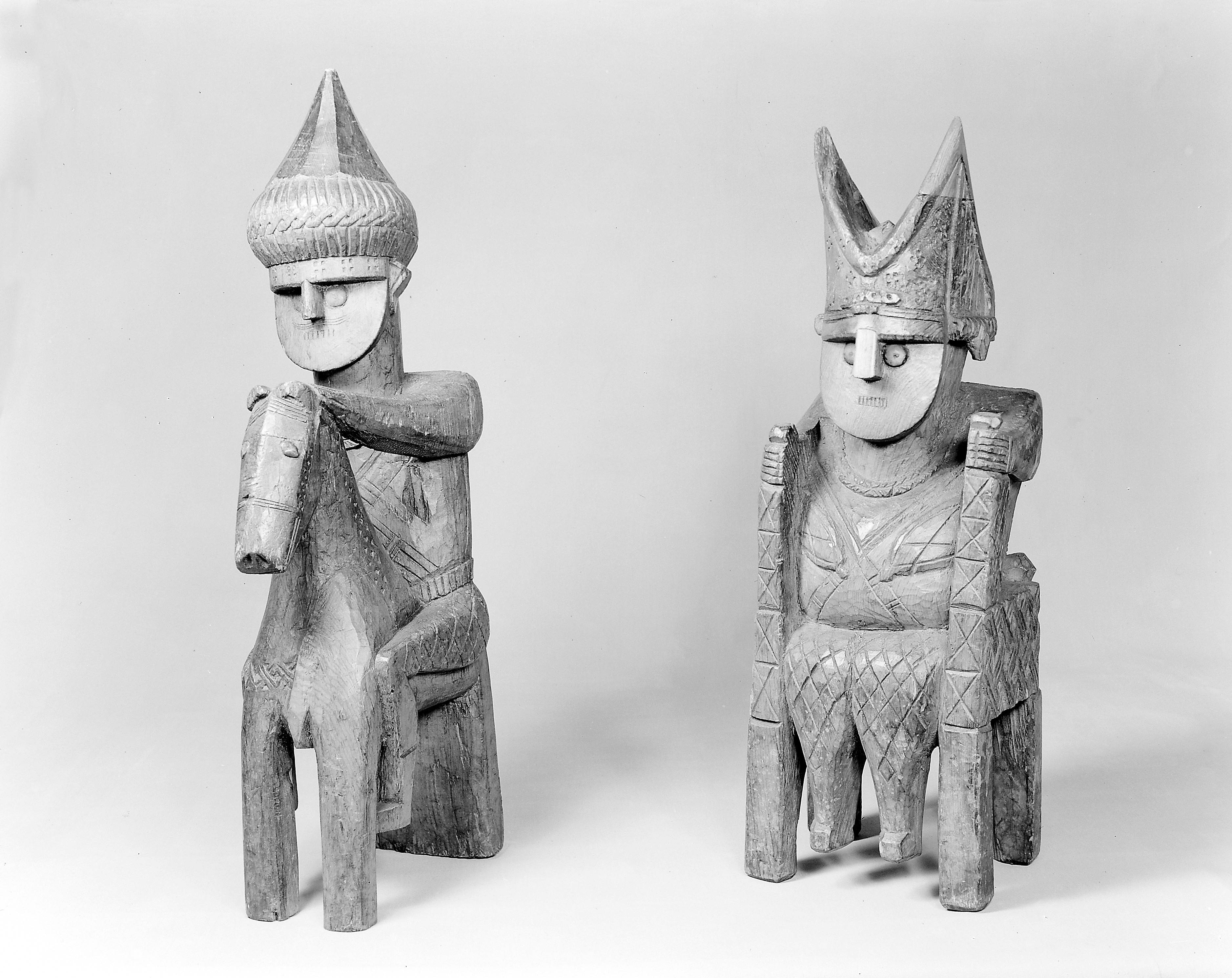
Effigies ancestrales du Kafiristan.

Dravot et Carnehan ont projeté de rassembler les Kafirs en une armée, afin de prendre des villages, dans le but rêvé de bâtir une nation unifiée, et même un empire. Ils offrent alors leurs services comme conseillers militaires, aidant successivement plusieurs villages à triompher de leurs ennemis pour s'en faire des alliés. Au cours d'une bataille, Dravot reçoit une flèche en pleine poitrine mais continue à se battre ; les indigènes le croient alors immortel. En fait, la flèche a été arrêtée par sa ceinture à munitions, portée sous sa tunique rouge, où elle est restée plantée. Ils l'ont alors acclamé comme un dieu et l'ont tenu pour leur roi. Les héros décident de se servir de cette croyance pour leurs desseins.
Entendant parler des exploits des deux hommes, les prêtres les invitent dans le temple d’Imbra pour se faire leur propre opinion. Ceux-ci finissent eux aussi par les reconnaître comme des dieux lorsque Dravot révéla une connaissance des secrets maçonniques dont seul le plus vieux prêtre se souvenait. En effet, les Kafirs pratiquent une forme de rite maçonnique, comme en témoigne une pierre marquée d'un symbole franc-maçon.

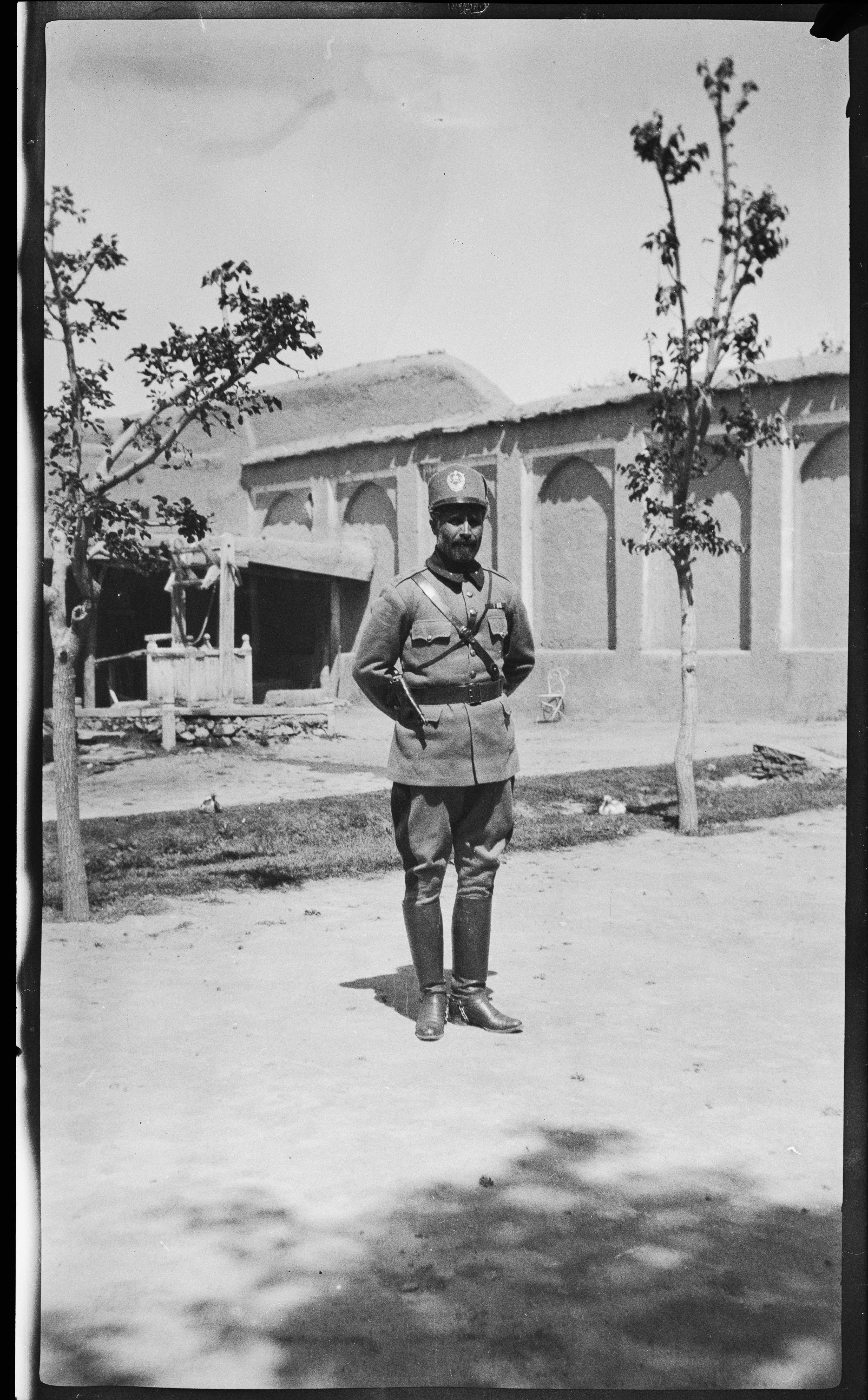
Général Abdul Vaqil Khan, venant de Ktiwi au Nouristan. Photo prise à Kaboul, Afghanistan.

Les stratagèmes des deux aventuriers finirent toutefois par être anéantis à cause de Dravot. Celui-ci décida d'épouser une fille Kafir, contre l'avis de Carnehan, qui lui rappela leur serment. Mais la royauté lui montant à la tête, il décida qu'il lui fallait une reine puis des enfants royaux. Terrifiée à l'idée de se marier avec un dieu, la jeune fille mordit Dravot lorsqu'il tenta de l'embrasser pendant la cérémonie de mariage. En le voyant saigner, les prêtres s'écrièrent qu'il n'était « ni Dieu ni le Diable, mais un homme ! » La plupart des kafirs se sont alors retournés contre les deux « divinités » démasquées. Quelques-uns de leurs hommes sont toutefois restés fidèles, comme Billy Fish. Mais l'armée a fait défection et les deux aventuriers ont été capturés, tandis que Billy succombe en voulant les défendre. Dravot, portant sa couronne, est envoyé sur un pont de cordes au-dessus d'une gorge pendant que les kafirs coupent les cordes, le faisant chuter mortellement. Carnehan, lui, a été crucifié entre deux pins. Ayant survécu à cette torture pendant toute une journée, les Kafirs l'ont considéré comme un miraculé et l'ont laissé repartir aux Indes.
Comme preuve de son récit, Carnehan montre au narrateur la tête de Dravot que les Kafirs l'ont autorisé à emporter, toujours coiffée de la couronne en or, dont il jure de ne jamais se séparer. Le pauvre hère repart en emportant la tête. Le lendemain, le narrateur le voit ramper le long de la route sous le soleil de midi, sans chapeau et devenu fou : il l'envoie à l'asile local. Lorsqu'il s'enquiert deux jours plus tard, il apprend que Carnehan est décédé des suites d'un coup de soleil. Aucun objet n'a été trouvé sur lui.

## Le Kâfiristân

Province du Nouristan, en Afghanistan. Elle avoisine l'actuel Pakistan

### Histoire de la région
Le Nouristan fut longtemps appelé Kafiristan à cause de la tardive conversion à l’islam de ses habitants, au XIXe siècle (1895-1896), sous le joug d'Abdur Rahman Khan. Les populations de ces régions du nord-est de l'Afghanistan croyaient en diverses de divinités, dont les noms rappellent souvent ceux connus des anciennes sources iraniennes, védiques et hindoues. L'une d'elle, Imbra, évoquée dans la nouvelle, ne peut qu'évoquer Indra, Seigneur du Ciel des mythologies védiques et hindoue. Le terme arabe kâfir (arabe : كافر / kāfir, « mécréant, incroyant, ingrat, infidèle », au pluriel kouffar, كفار / kuffār, parfois francisé en « cafre »), à connotation péjorative, désigne celui qui n'est pas croyant en l'islam,. Quant au suffixe -stan, il désigne un lieu en persan ; le Kâfiristân désigne donc la « terre des infidèles », alors que Nouristan s'appelle le « Pays de lumière ».

### Documentation

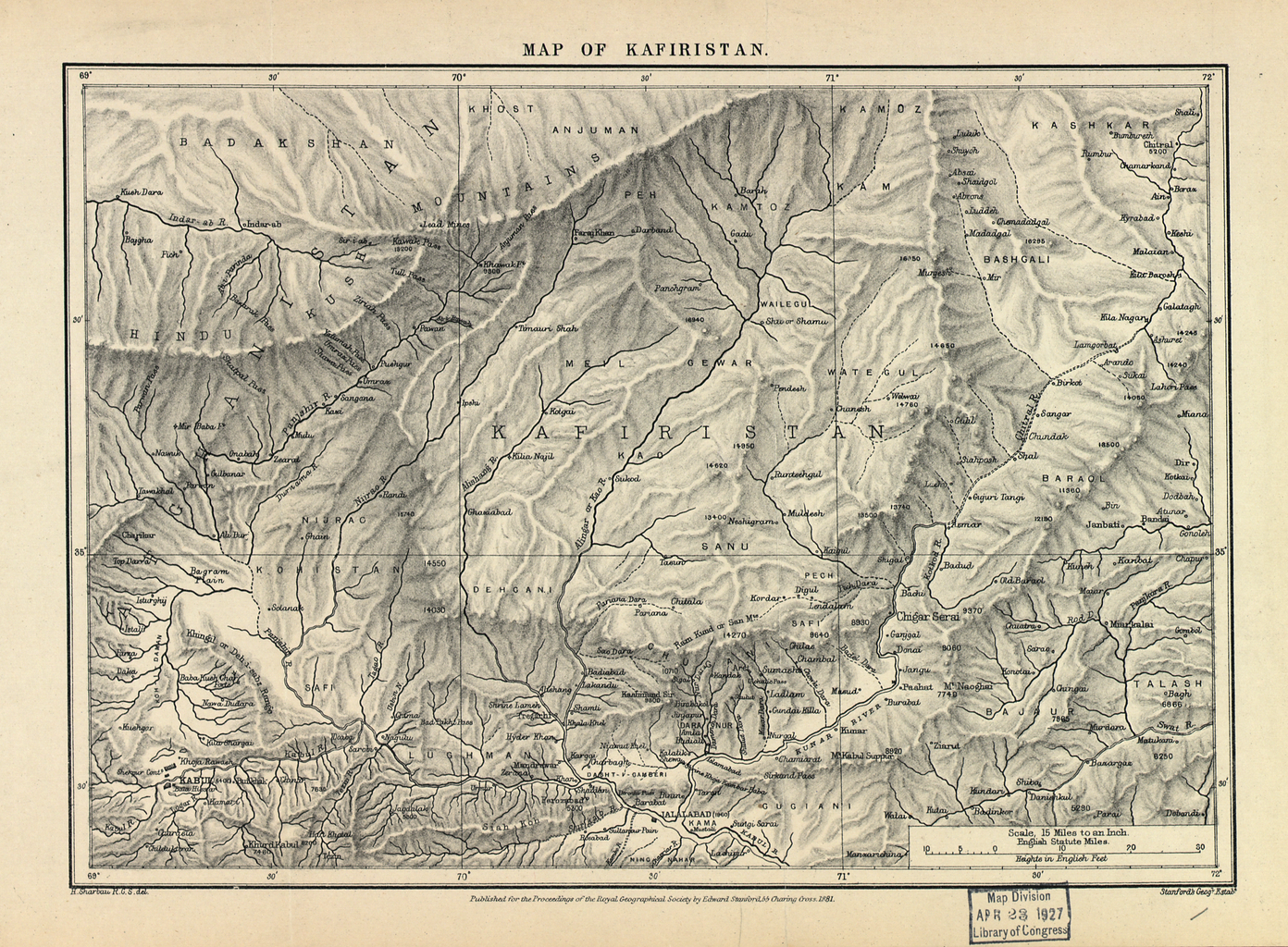
Carte du Kafiristan

En se documentant sur cette contrée, Carnehan et Dravot trouvèrent les documents suivants :

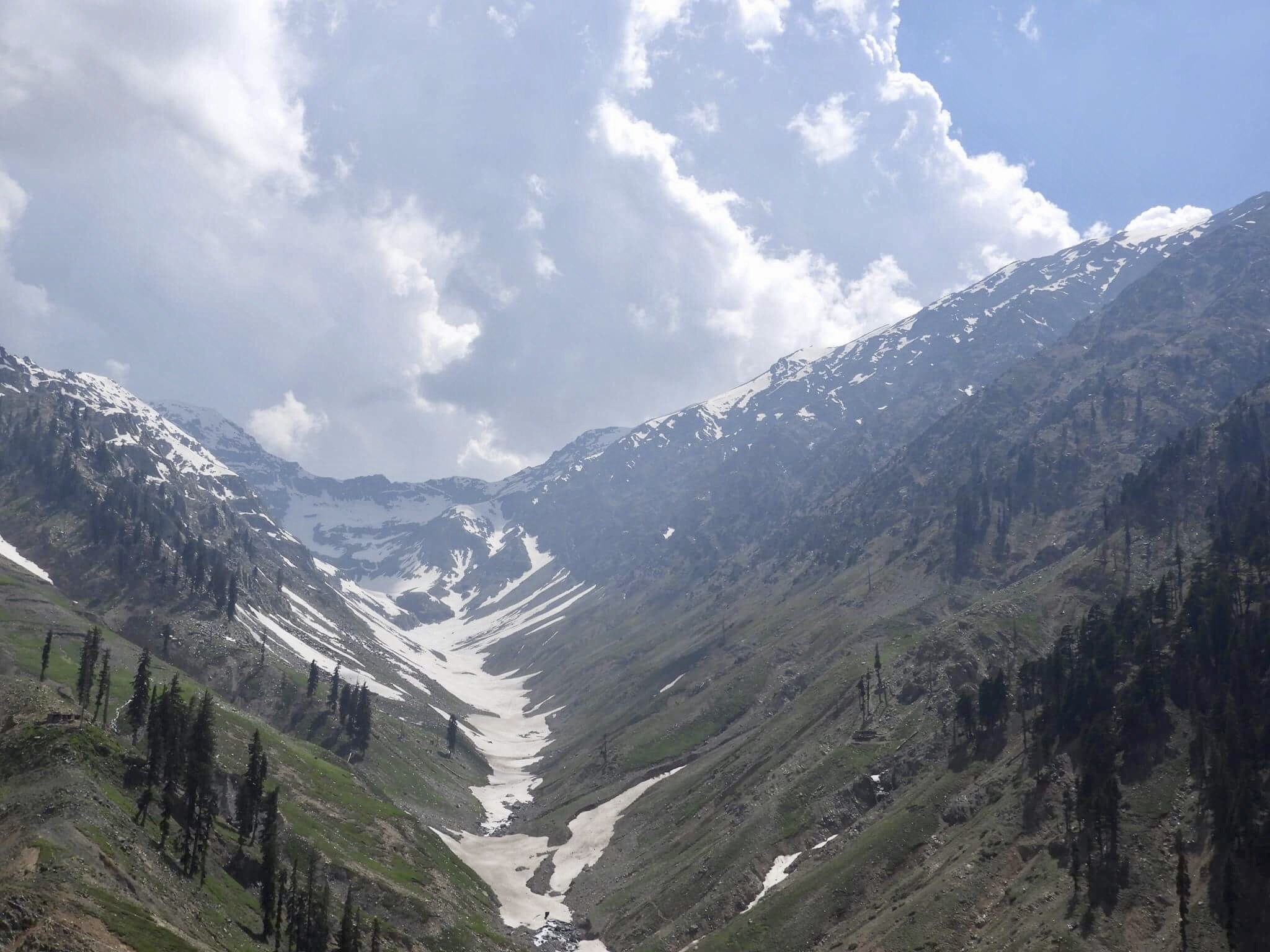
Kaafiristan (2017)

- Le volume « INF-KAN » de l'Encyclopædia Britannica, qui (dans la neuvième édition de 1882) contenait la longue entrée « Kafiristan » de Henry Yule. Entre autres, l'article commente longuement la beauté réputée des femmes kafir[4].
- Narrative of a Journey to the Source of the River Oxus, récit de l'expédition du capitaine John Wood à la recherche du fleuve actuellement nommé Amou-Daria, passant par la route de l'Indus, Kaboul et le Badakhshan (1841)[5].Vallée de Rumbur (en), Chitral, Pakistan. Abdal Kadir, dernier malik (chef) pré-islamique des Kafirs rouges (Katirs). En 1896, un certain nombre d'entre eux fuirent la vallée de Bashgal, en Afghanistan, pour éviter l'islamisation forcée.

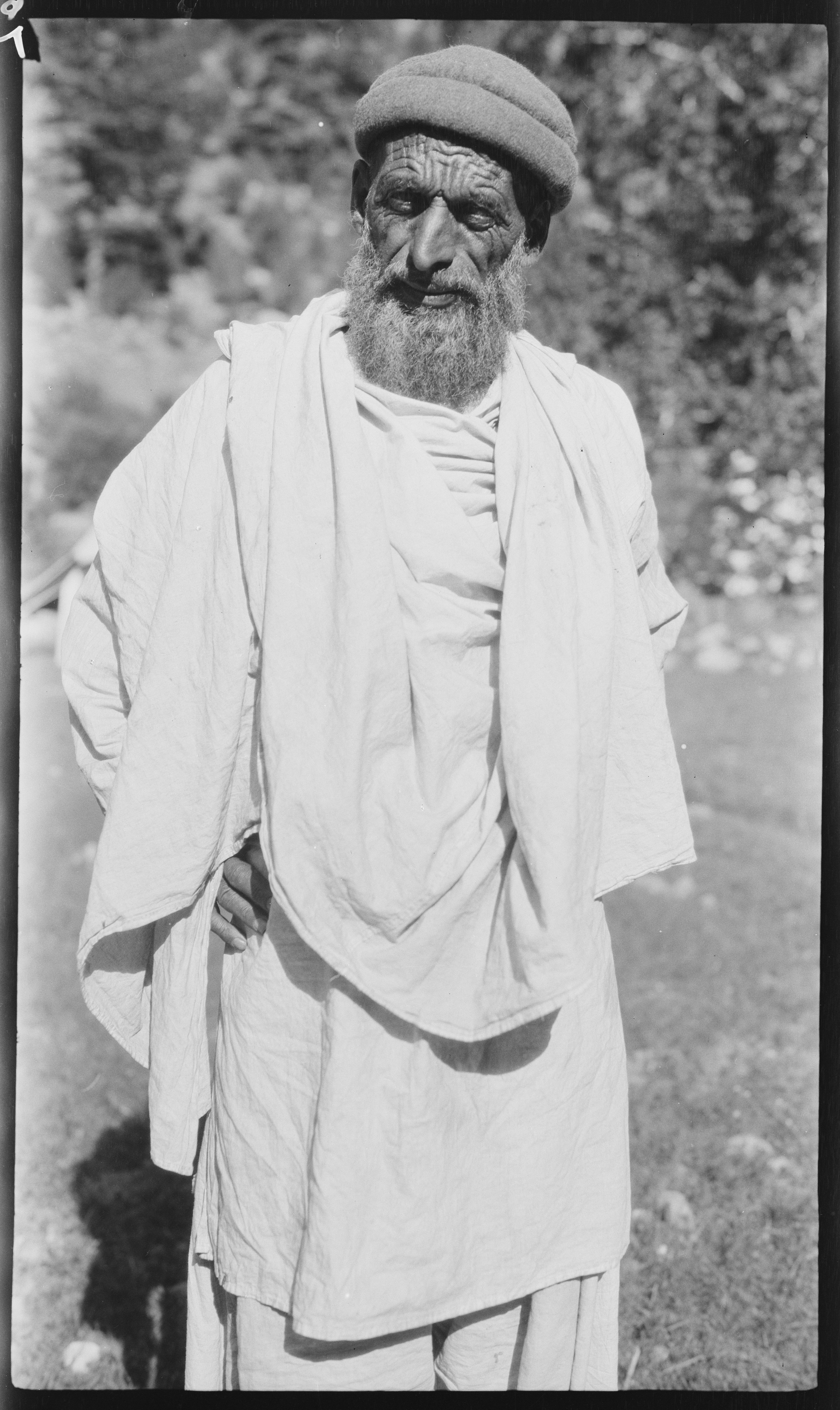
Vallée de Rumbur, Chitral, Pakistan. Abdal Kadir, dernier malik (chef) pré-islamique des Kafirs rouges (Katirs). En 1896, un certain nombre d'entre eux fuirent la vallée de Bashgal, en Afghanistan, pour éviter l'islamisation forcée.

- The file of the United Services' Institute, fait sans doute référence à une conférence de 1879 sur Le Kafristan [sic] et les kafirs de Henry Walter Bellew, auteur de nombreux écrits sur l'Afghanistan. Ce récit, comme celui de Wood, reposait en grande partie sur des récits de voyageurs indigènes de seconde main et sur « de brefs avis de ce peuple et de ce pays éparpillés dans les travaux de différents historiens autochtones ». La cause en est que, comme il l'a noté, « jusqu'à présent nous n'avons aucun récit de ce pays et de ses habitants par aucun voyageur européen qui les a lui-même visités ». Le récit de 29 pages sur l'histoire, les mœurs et les coutumes était aussi « sommaire et inexact » que le narrateur suggère, Bellew admettant que « de la religion des Kafirs, nous en savons très peu »[6].
- Les Notes sur le Káfiristan de Henry George Raverty (en), parues dans le Journal of the Asiatic Society of Bengal en 1859, détaillant une étude sur les « Siah-Posh Kafirs[7] ».

## Modèles possibles
Outre les sources reconnues de Kipling, un certain nombre de personnes auraient pu avoir servi comme modèles possibles pour les personnages principaux de l'histoire :
- Alexander Gardner (en) (1785-1877), aventurier américain capturé en Afghanistan en 1823. Gardner déclara avoir visité le Kafiristan à deux reprises entre 1826 et 1828, et que sa véracité était garantie par des sources fiables. Seul Gardner fournit les trois éléments essentiels du roman Kipling, selon John Keay (en)[8].
- Josiah Harlan (1799–1871), aventurier américain enrôlé comme chirurgien dans l'armée de la Compagnie britannique des Indes orientales en 1824[9].
- Frederick "Pahari" Wilson (en) (1817-1883), officier anglais qui a déserté pendant la Première Guerre d'Afghanistan pour devenir plus tard « Raja de Harsil (en)[10] ».
- James Brooke, un Anglais qui, en 1841, fut fait le premier Rajah blanc du Sarawak à Bornéo, en remerciement de son assistance militaire au sultan de Brunei. Kipling fait allusion à Brooke dans le récit en qualifiant le Kafiristan de seul « pays au monde où deux hommes à poigne puissent faire leur petit Sarawak ».
- Adolf Schlagintweit (de) (1829–1857) botaniste allemand et explorateur de l'Asie centrale. Soupçonné d'être un espion chinois, il a été décapité à Kachgar par Wali Khan (en).
- William Watts McNair (en) (1849–1889), géomètre de l'Indian Survey Department, il visita le Kafiristan en 1883, déguisé en hakim (en) (médecin autochtone) pendant qu'il était en permission, en violation de la réglementation gouvernementale. Son rapport à la Royal Geographical Society lui valut le prix Murchison[11].

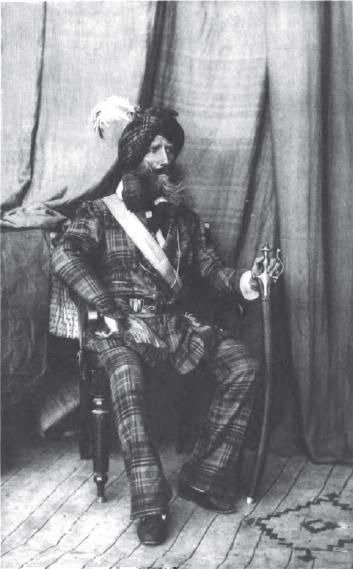
Alexander Gardner
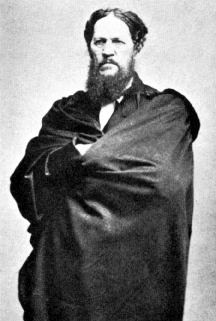
Josiah Harlan
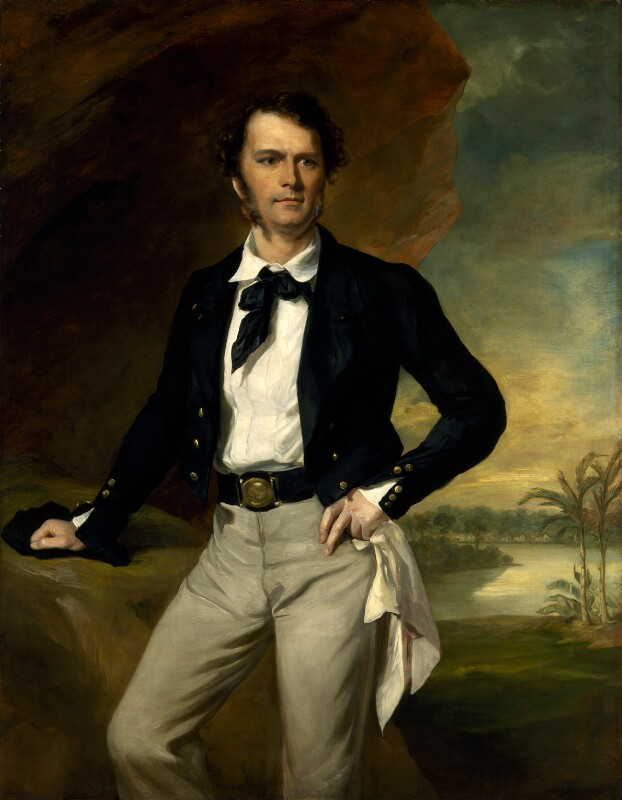
James Brooke
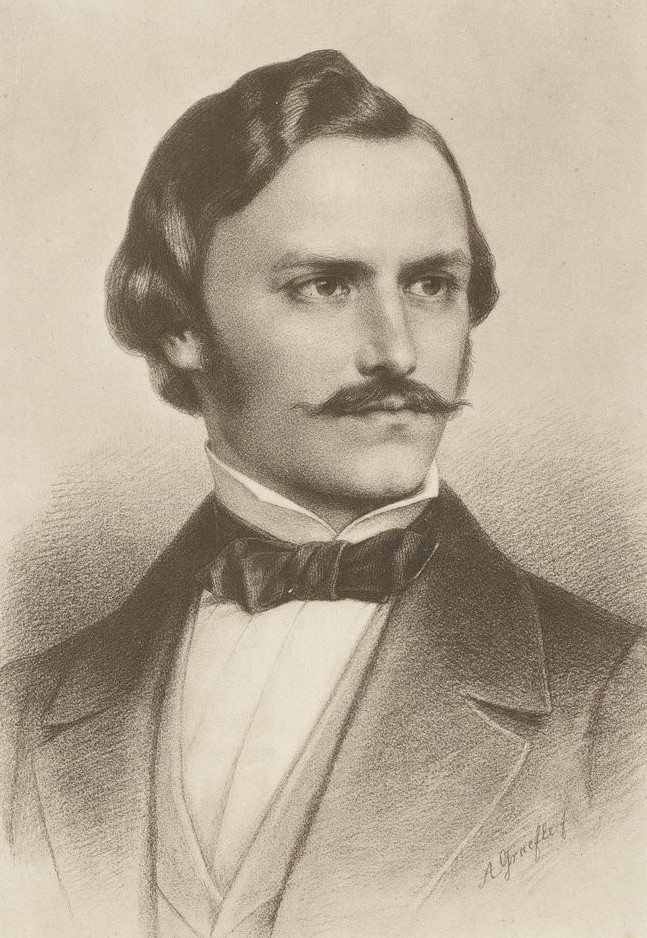
Adolf Schlagintweit
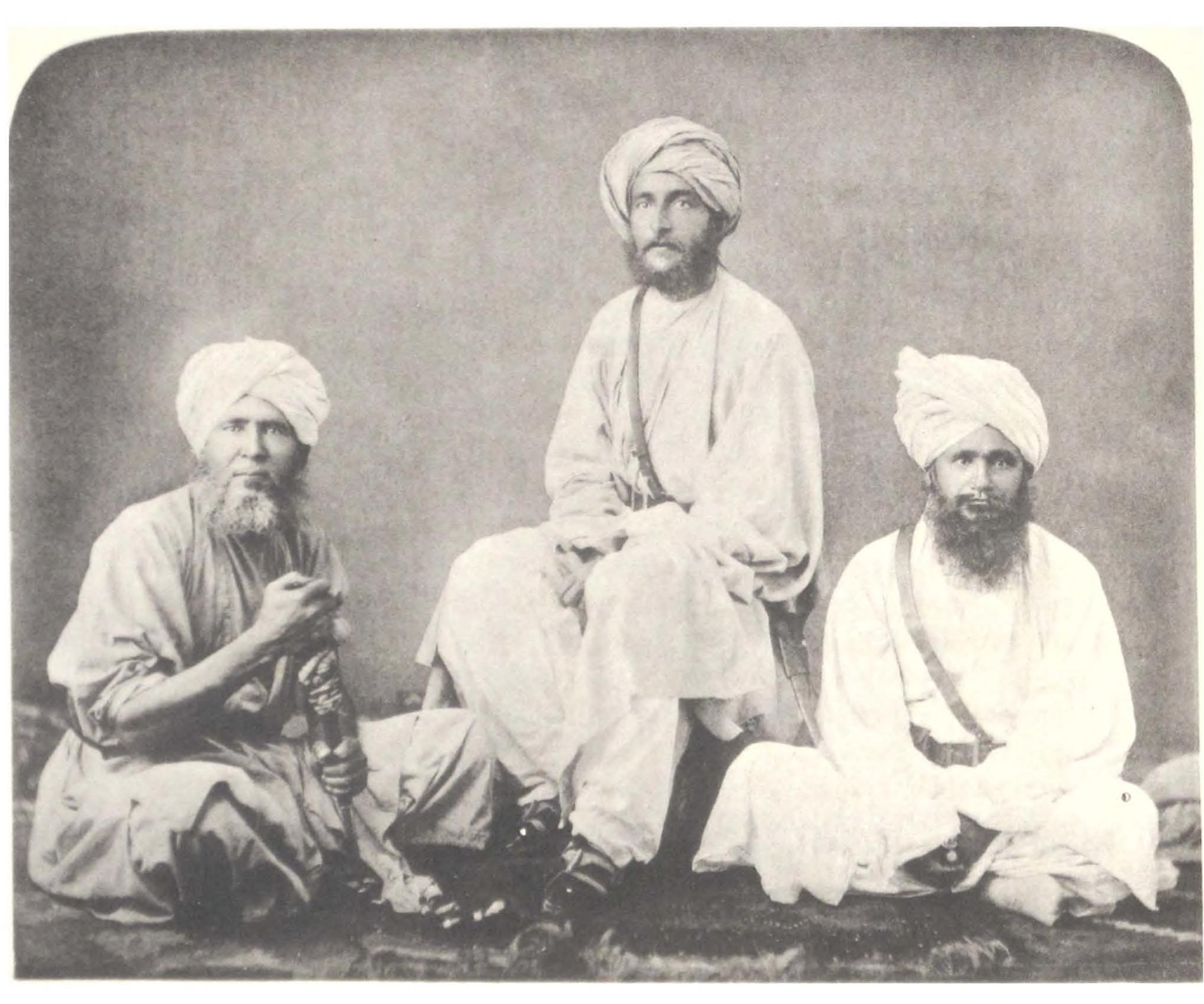
William Watts McNair

## Contexte historique

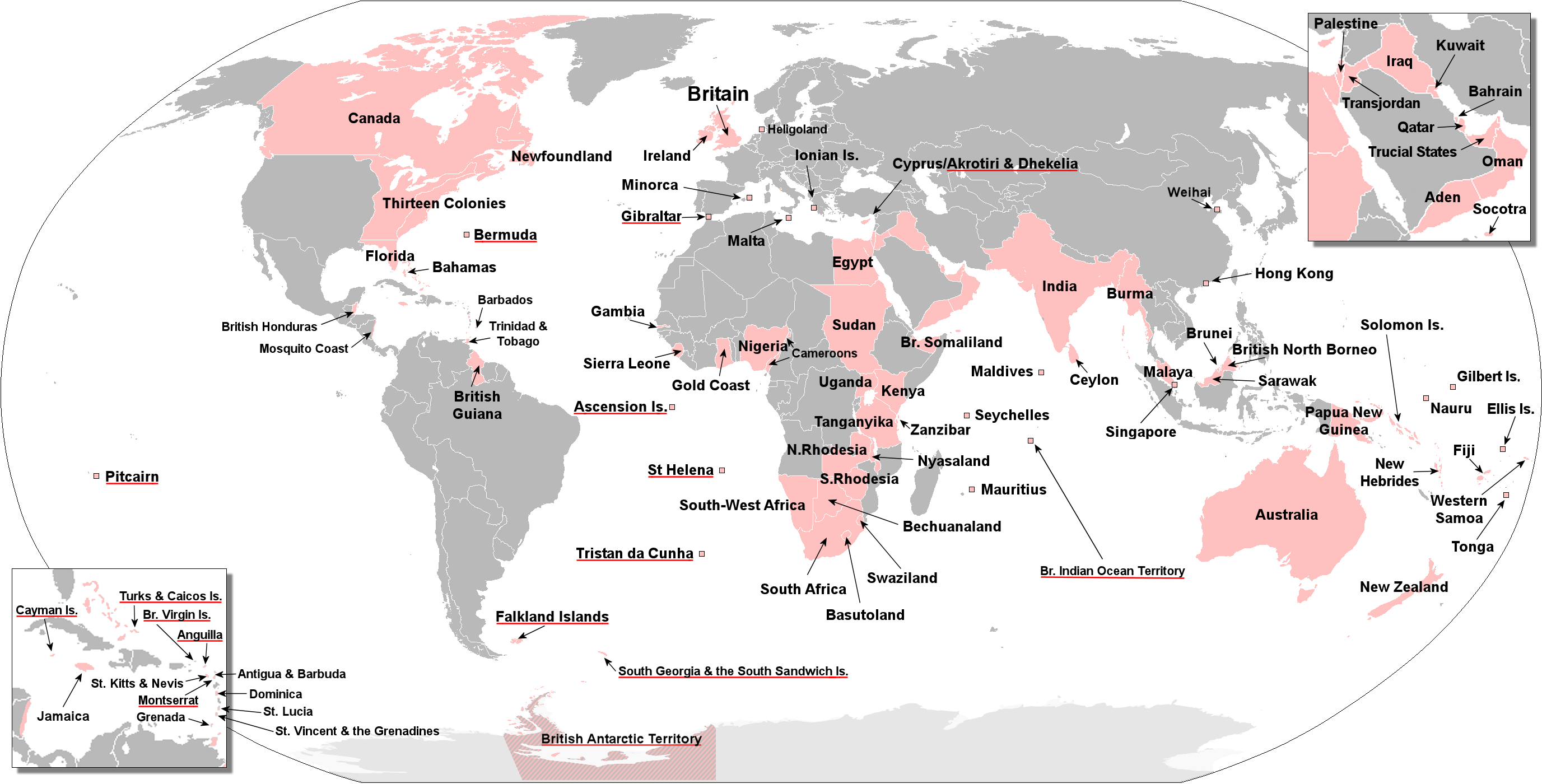
Territoires ayant fait partie de l'Empire britannique. Le Royaume-Uni et les territoires d'outre-mer britanniques sont soulignés en rouge.

Quand Rudyard Kipling publie cette nouvelle, l'Empire Britannique est à son apogée. Second plus vaste empire de l'histoire, cette domination s'étendra en tout sur plus de 33 millions de km2 (22 % des terres émergées) en 1922.
Mais cet empire n'est, en fait, tenu, notamment en Inde, que par des armées aux effectifs très réduits, composées d'engagés volontaires.
Seulement une cinquantaine de milliers de soldats contrôlent les 200 millions d'Indiens. Avec un art consommé de la séduction, additionné à la force, sans oublier celui de diviser pour régner (divide and rule), quelques aventuriers britanniques ont su bâtir cet empire à partir du XVIIIe siècle.
Il continuera de s'agrandir en Afrique du Sud, au moment de la guerre des Boers, mais il y montrera aussi ses premiers signes de faiblesse.
L'Homme qui voulut être Roi raconte l'odyssée de deux soldats qui tentent leur chance en Afghanistan et réussissent à y imposer leur domination sur un pays entier par ces mêmes procédés, avec un réel succès, mais pour très mal finir.
Ce roman résume à lui seul tout l'esprit d'aventure anglais outre-mer.[réf. nécessaire]

## Adaptations et références dans d'autres médias
Plusieurs œuvres font allusion à cette nouvelle ou se contentent d'en reprendre le titre :

### Littérature
- Le titre du livre de vulgarisation scientifique de J. Michael Bailey (en), The Man Who Would Be Queen (en) (2003), est une référence au titre de Kipling.

### Radio
- Une adaptation radiophonique de l'histoire a été diffusée dans l'émission Escape (en) du 7 juillet 1947. Elle a été rediffusée le 1er août 1948.
- Une adaptation par Mike Walker (en) a été diffusée sur BBC Radio 4 le 22 juillet 2018 dans le cadre de la série To the Ends of the Earth.

### Cinéma
- L'Homme qui voulut être roi (1975), est une adaptation cinématographique réalisé par John Huston. Ce film met en vedette Sean Connery dans le rôle de Dravot, Michael Caine dans le rôle de Carnehan et Christopher Plummer dans le rôle de Kipling (qui apparaît ici comme étant le journaliste narrateur de l'histoire). Dès 1954, Humphrey Bogart avait exprimé le désir de jouer dans cette adaptation et était en pourparlers avec Huston.

### Télévision
- Dans la série télévisée américaine Supernatural, l'épisode 20 de la saison 6 (2010 – 2011) s'intitule en version originale The Man Who Would Be King (L'Ange déchu, dans la version française).

### Musique
- The Man Who Would Be King est une chanson du groupe de heavy metal américain Dio, sorti en 2004 sur l'album Master of the Moon.
- La neuvième piste du quinzième album studio du groupe de heavy metal britannique Iron Maiden, The Final Frontier (2010), s'intitule The Man Who Would Be King. La chanson n'a aucun lien apparent avec la nouvelle, à part le titre.

### Bande dessinée
- La Maison dorée de Samarkand est un épisode de Corto Maltese écrit et dessiné par Hugo Pratt, publié en 1986. Corto part à la recherche du trésor du roi perse Cyrus II, caché par Alexandre le Grand dans les montagnes du Kâfiristan. La nouvelle de Kipling est d'ailleurs évoquée par le héros et Venexiana Stevenson. Plus tard, celui-ci évoque le fameux Grand jeu dont parle l'auteur britannique dans une autre œuvre de l'auteur, Kim.
- L'homme qui voulut être roi, scénario de Jean-Christophe Derrien et dessin de Rémi Torregrossa, publié aux éditions Glénat en 2023  (ISBN 978-2-344-04795-8)

### Œuvres documentaires
- Ben Macintyre, The Man Who Would Be King: The First American in Afghanistan, New York, Farrar, Straus and Giroux, 2004  (ISBN 978-0-374-20178-4), ouvrage consacré à Josiah Harlan.
- Fabrice Lhomme a choisi le titre de la nouvelle pour intituler son essai d'actualité rédigé avec Gérard Davet, L'homme qui voulut être roi (Éditions Stock, 3 avril 2013  (ISBN 978-2234064591)), à propos du politicien Gaston Flosse.